# سیکستین مایل استند (اوهایو)
سیکستین مایل استند (به انگلیسی: Sixteen Mile Stand) یک منطقهٔ مسکونی در ایالات متحده آمریکا است که در شهرستان همیلتون، اوهایو واقع شده‌است. سیکستین مایل استند ۲٫۹ کیلومتر مربع مساحت و ۲٬۹۲۸ نفر جمعیت دارد و ۲۴۵٫۳۷ متر بالاتر از سطح دریا واقع شده‌است.